# Rugby-Verband Baden-Württemberg
Der Rugby-Verband Baden-Württemberg e.V. (RBW) wurde 1973 als Nachfolger des am 11. November 1952 gegründeten Badischen Rugby-Verbandes (BRV) aus der Taufe gehoben und ist Mitglied des Deutschen Rugby-Verbandes, des Landessportverbandes Baden-Württemberg, des Badischen Sportbundes Karlsruhe, des Badischen Sportbundes Freiburg und des Württembergischen Landessportbundes.

## Geschichte
Erster Präsident des BRV war Willi Offenbach (Heidelberger Ballspielclub), amtierender RBW-Vorsitzender (seit 1986) ist Claus-Peter Bach (Sportclub Neuenheim). Stellvertretende Vorsitzende sind Helmut Rohr (Post SG Stuttgart/zuständig für Württemberg), Hans-Joachim Wallenwein (TSV Handschuhsheim/zuständig für Nordbaden) und Roland Geuss (Freiburger RC/zuständig für Südbaden). Der RBW hat seinen Sitz in Heidelberg, dem Zentrum des süddeutschen Rugbys und Ort des Landesleistungszentrums mit dem 1996 eingeweihten Fritz-Grunebaum-Sportpark und dem Deutschen Rugby-Sportmuseum Heidelberg (gegründet 1997).

## Mitglieder
Dem Rugby-Verband Baden-Württemberg mit seinen über 2.900 Mitgliedern gehören 19 Vereine an. Die Klubs sind in Freiburg, Heidelberg (7), Heilbronn, Karlsruhe, Konstanz, Neckarsulm, Nürtingen, Pforzheim, Ravensburg, Rottweil, Stuttgart und Tübingen angesiedelt. Rugby-Mannschaften bestehen ferner an den Universitäten von Heidelberg, Karlsruhe, Freiburg, Stuttgart, Tübingen und Mannheim sowie an rund 50 Schulen in Heidelberg, Göppingen, Karlsruhe, Bammental, Mauer, Eberbach, Schwetzingen, Mannheim, Möhringen, Mosbach, Bad Liebenzell, Rottweil, Freiburg, Heilbronn, Ludwigsburg, Sinsheim, Wiesloch und Konstanz.

## Ziele
Der RBW hat das Ziel, das Rugbyspiel über die Schulen und Universitäten des Landes zu verbreiten, seine traditionsreichen Vereine zu stärken und neue Vereine zu gründen. In den letzten zehn Jahren hat sich die Anzahl der Rugbyspielerinnen und Rugbyspieler im RBW mehr als verdoppelt. Außerdem pflegt der Verband den regelmäßigen Spielverkehr mit Auswahlmannschaften des In- und Auslandes.

## SAS Heidelberg Sevens
Seit 1995 organisiert der RBW alljährlich das Siebener-Rugbyturnier SAS Heidelberg Sevens, eines der bedeutendsten Turniere Europas. 2000 war das SAS Heidelberg Sevens Europas Qualifikation zur Weltmeisterschaft 2001 in Argentinien, 2002 und 2003 ist Heidelberg Austragungsort des Finales der Siebener-Rugby-Europameisterschaft. 2000 gewann Wales vor Georgien und Irland, 2002 siegte Portugal vor Georgien, Deutschland und Frankreich. Am 16./17. August 2003 nehmen die besten zwölf Nationalteams am EM-Finale teil.

## Erfolge

### Erfolge der Mitglieder
Erfolgreichster Rugby-Verein Baden-Württembergs ist der Sportclub Neuenheim, der mit seinen Herren neun deutsche Meisterschaften und sechs deutsche Pokalsiege und mit seinen Damen zehn deutsche Meisterschaften erringen konnte. In der Jugendarbeit sind die Rudergesellschaft Heidelberg und der Heidelberger Ruderklub mit jeweils mehr als dreißig deutschen Titeln vorbildlich.
Ab 1900 wurden in Süddeutschland erste Meisterschaften durchgeführt, und bei der im Jahre 1909 erstmals ausgetragenen deutschen Meisterschaft erreichte der FV 1893 Stuttgart das Endspiel auf dem heimischen Rugbyplatz am Stöckach, das gegen den FC 1897 Hannover mit 3:6 ganz knapp verloren wurde. Seither haben Mitgliedsvereine des RBW insgesamt 16 deutsche Meisterschaften geholt – außer dem SC Neuenheim auch der Heidelberger Ruderklub (6), die Rudergesellschaft Heidelberg (4) und der TSV Handschuhsheim. Die seit 1988 ausgetragene deutsche Frauen-Meisterschaft ist eine baden-württembergische Domäne: Zehnmal gewann der SC Neuenheim, einmal der RC Rottweil.
Gleiches gilt für die seit 1982 ausgespielten Deutschen Hochschulmeisterschaften: Auch hier dominieren die baden-württembergischen Teams, die 17 von 26 bisher ausgespielten Titeln „ins Ländle“ holen konnten. Besonders erfolgreich waren hierbei die Heidelberger Teams, die allein zwölf Titel in den ersten 16 Jahren holen konnten, seitdem jedoch eine nun zehnjährige Durststrecke durchleiden. Es folgt Karlsruhe mit drei Titeln und Mannheim mit einem Titel sowie die Uni Konstanz, die als bisher letztes Team aus Baden-Württemberg den Titel 2004 erringen konnte.

### Erfolge der Auswahlmannschaften
Die Auswahlmannschaften des RBW, die sich oft mit Gegnern aus den großen Rugby-Nationen Großbritannien, Frankreich, Neuseeland, Australien, Südafrika und Argentinien messen, spielen in Deutschland ebenfalls eine führende Rolle und haben die 1986 eingeführte deutsche Meisterschaft der Landesauswahlen 1988, 1993, 1996 und 1998 gewonnen; außerdem gab es seither vier Vize-Meisterschaften. Aufgrund der Leistungskraft der Vereine und der Auswahlmannschaften stellt der RBW einen nicht unerheblichen Anteil an den Spielerkadern der deutschen Nationalmannschaften.